# Abusir
Abusir är namnet på åtskilliga platser i Egypten. Här avses det Abusir som är beläget cirka 10 kilometer söder om Kairo. Tillsammans med det intilliggande Abu Ghurab var det ett gravområde och en kultplats under Egyptens femte dynasti.
I Abusir lät farao Userkaf i början av den femte dynastin omkring 2465 f.Kr. påbörja ett soltempel som kunde slutföras först efter hans död. Förutom kulten av Ra fanns på platsen möjligen även en kult av gudinnan Neith. Under Neuserras regeringstid byggdes ytterligare ett soltempel i Abu Ghurab. Tempelanläggningen hade en liknande grundplan som ett pyramidkomplex med daltempel och processionsgång. Istället för en pyramid fanns en massiv obelisk med bred bas, benben, vilken symboliserade solguden. Kulten skedde vid ett altare framför benben på en öppen gård.
Den första pyramiden i Abusir påbörjades när farao Sahura tillträdde omkring 2458 f.Kr. Även faraonerna Neferirkara, Neferefra och Neuserra lät under femte dynastin uppföra sina pyramider i Abusir. Intill låg adelsmännens mastabagravar. Ptahshepses grav var en av de största privatgravar som byggdes under Gamla riket. Under Sentiden byggdes ytterligare en stormannagrav på platsen.
Abusir utgrävdes grundligt under tysken Ludwig Borchardts ledning 1898-1901. De viktigaste fynden gjordes i Neuserras soltempel där väggreliefer med omsorgsfullt utförda naturmotiv upptäcktes. Man hittade även dokument från tempeladministrationen, kallade Abusir papyri. Fynden fördes till Tyskland där många förstördes under Andra världskriget. Abusir undersöktes i senare tid av en tjeckisk expedition 1980-93, och japanska arkeologer från Wasedauniversitetet 1990-91.

## Bilder från Abusir

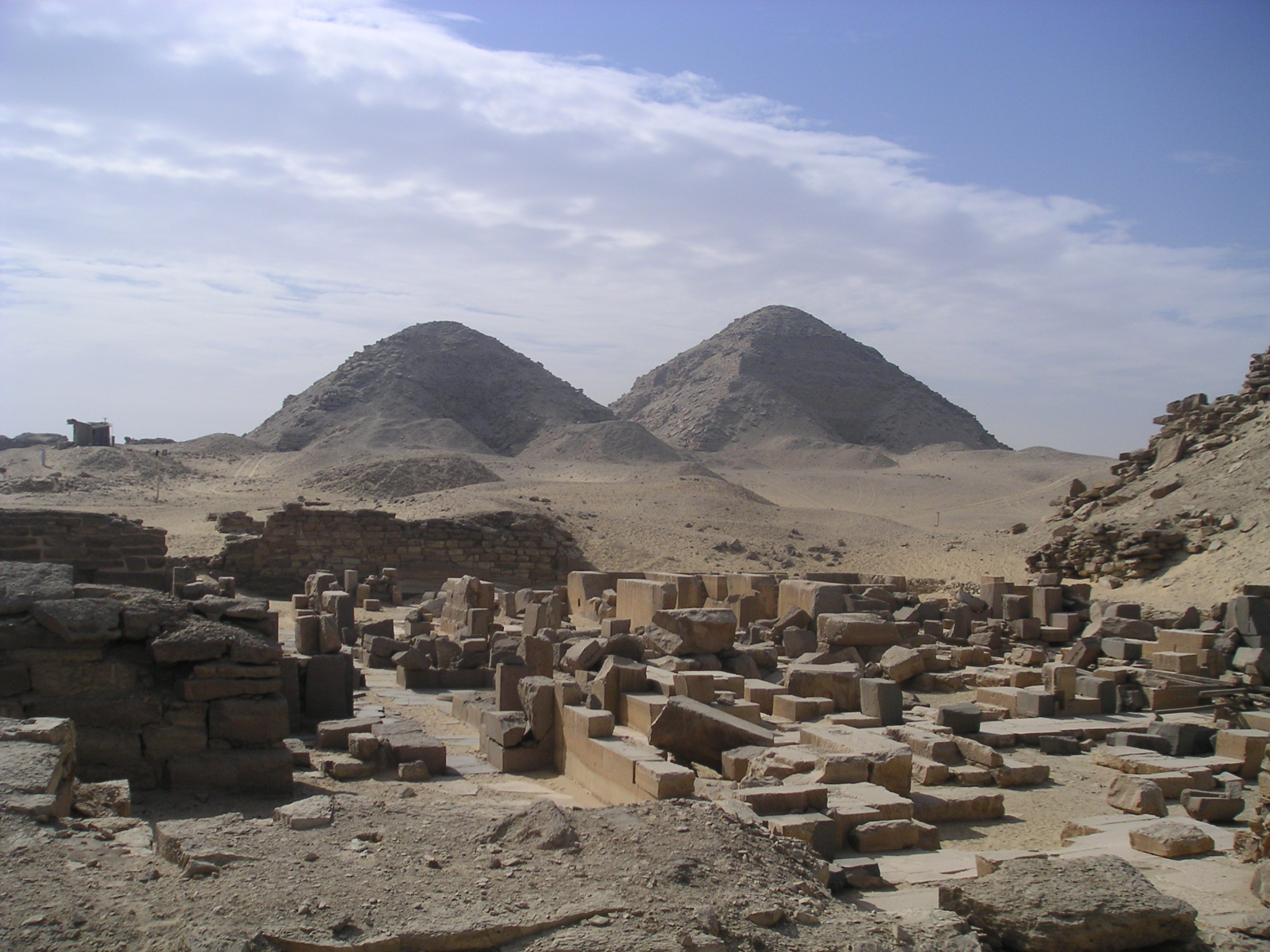
Neferirkara och Neuserra pyramider samt tempelruiner
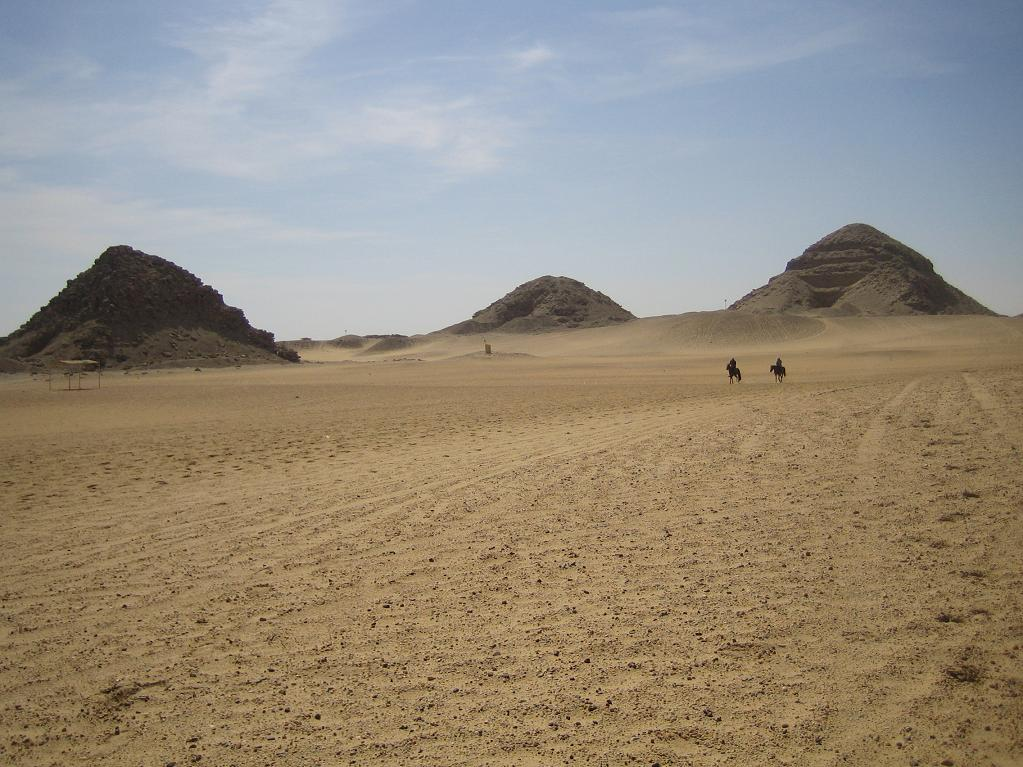
Pyramider
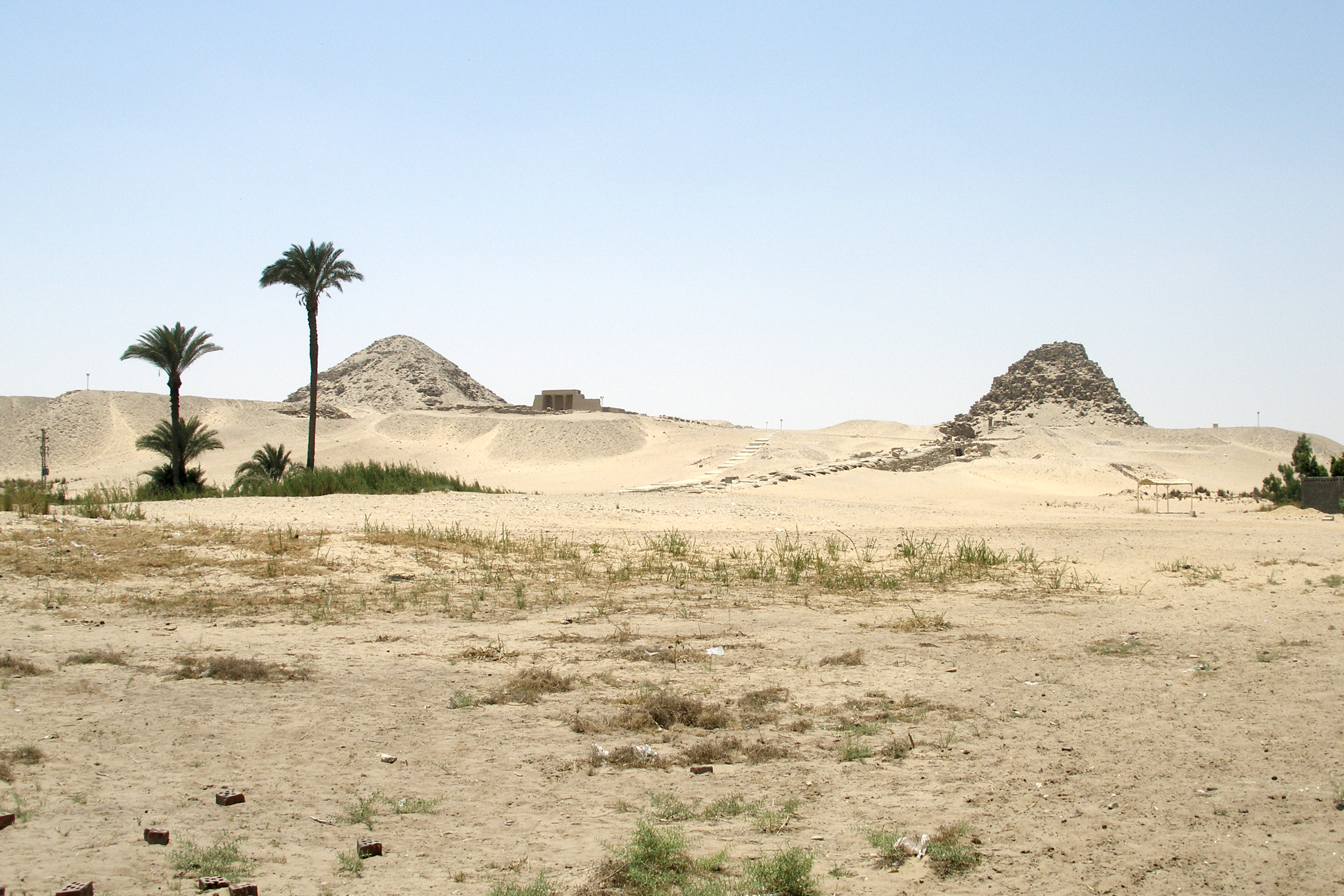
Pyramider
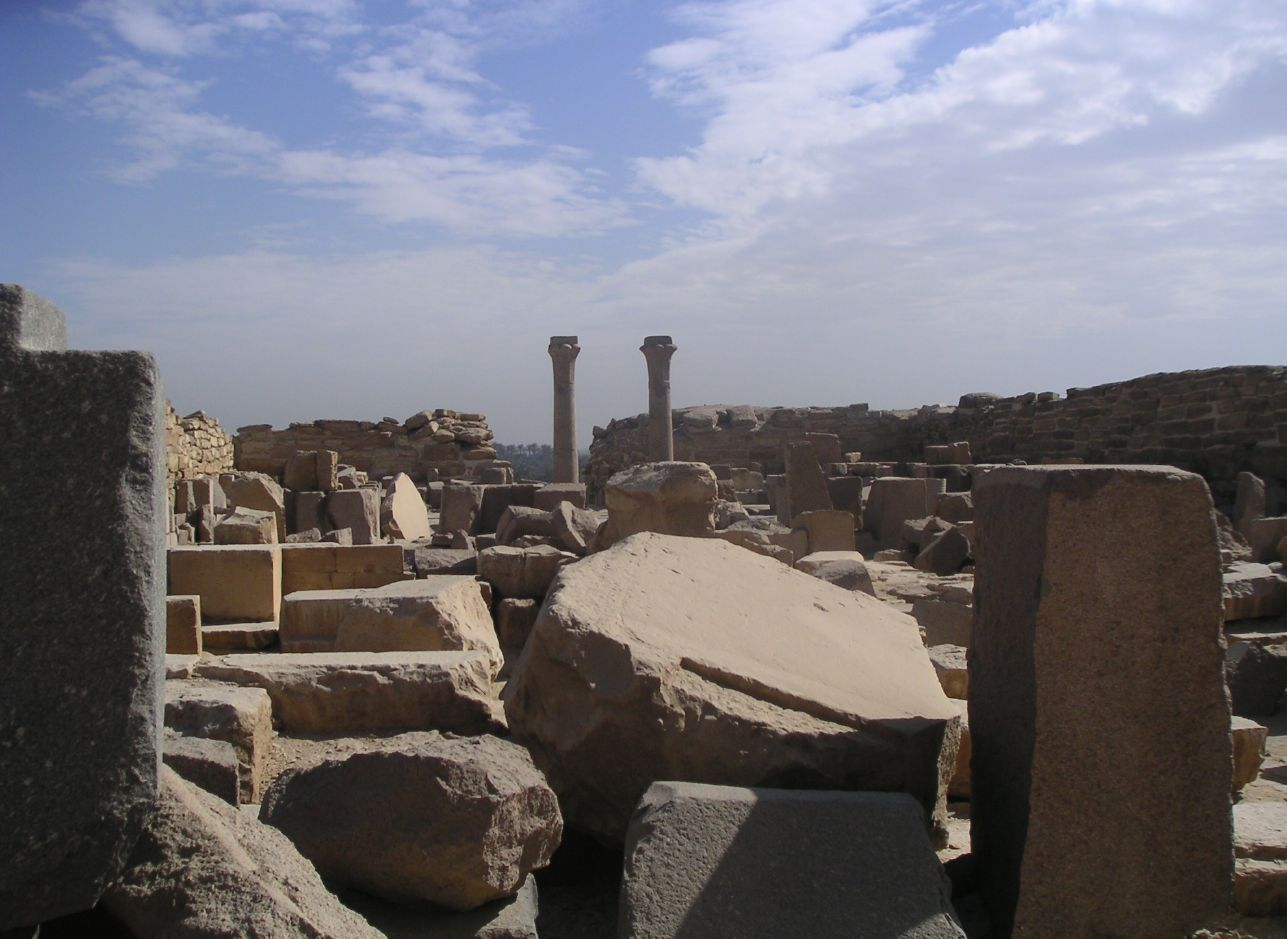
Sahuras tempelruiner
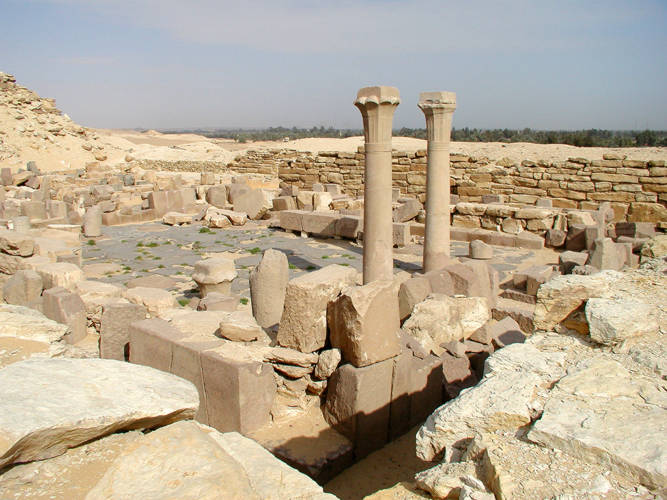
Tempelruiner
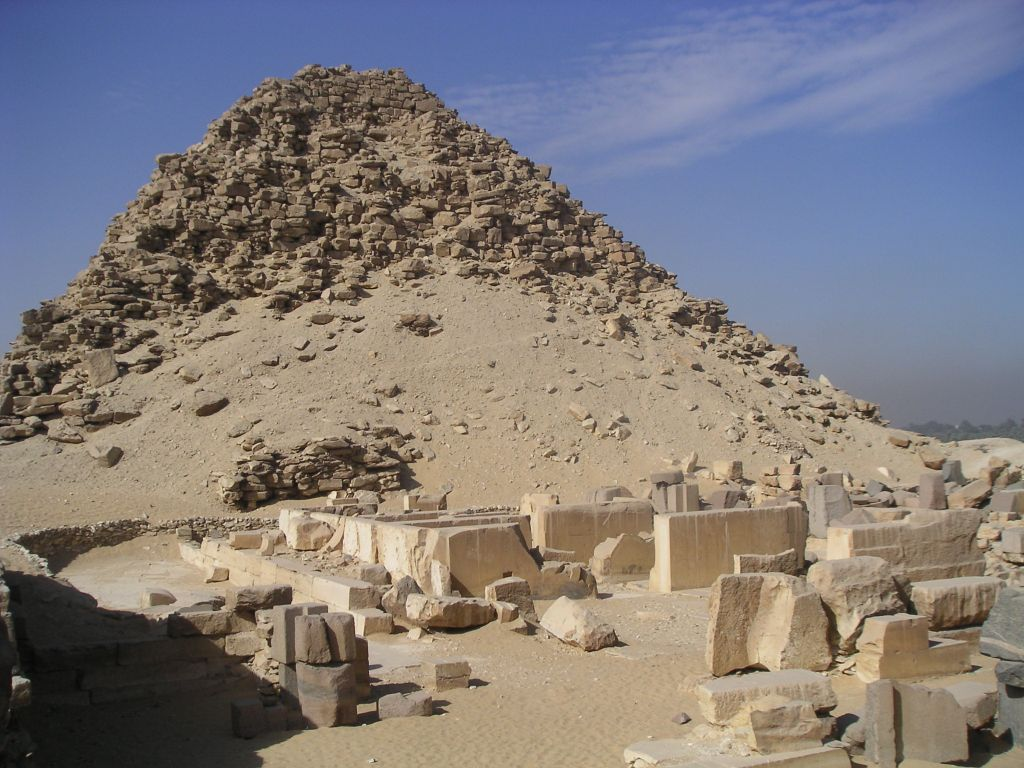
Sahuras pyramid